# Ladybrand
Ladybrand is een plaats in de Zuid-Afrikaanse provincie Vrijstaat, vlak bij Lesotho. Ladybrand telt ongeveer 4500 inwoners. De Ladybrand Miao Jue Temple van Fo Guang Shan ligt in deze plaats.

## Subplaatsen
Het nationaal instituut voor de statistiek, Stats SA, deelt sinds de census 2011 deze hoofdplaats in in 3 zogenaamde subplaatsen (sub place):
Ladybrand SP1 • Ladybrand SP2 • Mauersnek.

## Geboren in Ladybrand
- Nicolaas Diederichs (1903-1978), staatspresident van Zuid-Afrika